# Campeonato Mundial de Gimnasia Rítmica de 1965
El II Campeonato Mundial de Gimnasia Rítmica se celebró en Praga (Checoslovaquia) entre el 3 y el 4 de diciembre de 1965 bajo la organización de la Federación Internacional de Gimnasia (FIG) y la Federación Checoslovaca de Gimnasia.

## Resultados
| Evento                 | Oro                                       | Plata                                          | Bronce                                    |
| ---------------------- | ----------------------------------------- | ---------------------------------------------- | ----------------------------------------- |
| Concurso completo ind. | Hana Micechová Checoslovaquia 37,499 pts. | Tatiana Kravchenko Unión Soviética 37,365 pts. | Hana Matachová Checoslovaquia 37,233 pts. |
| Libre sin aparato      | Tatiana Kravchenko Unión Soviética 18,632 | Hana Matachová Checoslovaquia 18,600           | Hana Micechová Checoslovaquia 18,566      |
| Libre con aparato      | Hana Micechová Checoslovaquia 18,933      | Tatiana Kravchenko Unión Soviética 18,733      | Lilia Natmutdinova Unión Soviética 18,699 |

## Medallero
| Núm. | País            | Oro | Plata | Bronce | Total |
| ---- | --------------- | --- | ----- | ------ | ----- |
| 1    | Checoslovaquia  | 2   | 1     | 2      | 5     |
| 2    | Unión Soviética | 1   | 2     | 1      | 4     |

- Datos: Q2316375